# Kirsti Torhaug

Stockholm. 2018. Foto: Federico Cafaro.

Kirsti Eline Torhaug, född 20 november 1969 i Spydeberg i Oslo, är en norsk skådespelare, författare och sångare.

## Biografi
Torhaug fick sin grundutbildning vid Statens Teaterhøgskole i Oslo 1994–1997 och har därefter mer än 25 år bedrivit studier i klassisk sång, i flamenco och tango, under bland annat Dorothy Irving (klassisk), Thierry Boisdon (flamenco) samt Patricia Andrade (tango). Hon har dessutom lärt sig dans för skådespelare vid Teaterhögskolan i Stockholm.
Hon debuterade i Mor til David S på Det norske teatret 1989. Som musikalartist debuterade Torhaug (1990) på Chateau Neuf som Maria i West Side Story, följt av Johanna i Stephen Sondheims Sweeney Todd på Det norske teatret år 1991.
1991–1992 gästade hon Malmö Stadsteater i centrala roller, bland annat i Elvira Madigan, som hon också spelade på Det Norske Teatret 1993. Torhaug var Ulvhild i Liv Ullmanns filmatisering av Kristin Lavransdatter (1995). Från mitten av 1990-talet har hon främst arbetat i Sverige och Norge med huvudroller i tv-thrillern Dråpslag (1998) och tv-serierna Labyrinten (2000), Skeppsholmen (2002–2003), Våra vänners liv (2010), Unge Lovende (2015-2018). Torhaug medverkade även i den danska thrillern Besatt (1999), Exit (2006), Kunsten å tenke negativt (2006) och i Beck – I stormens öga (2009).
Som författare har Kirsti Torhaug utgivit En för alla och Alla för En 2014 och Fornuftens Skjøre Grense 2022, vilken är del ett i planerad trilogi.
Hon har varit gift med skådespelaren Henrik Dahl, och skådespelaren Inez Dahl Torhaug är deras dotter.

## Filmografi
- 2020 - Partisan (TV)
- 2020 - 2 x 1 (Kortfilm)
- 2020 - Papapa (Kortfilm)
- 2019 - Wisting (TV)
- 2018 - Jag tror jag är lite kär i dig (Kortfilm)
- 2016 - Härskarna ibland oss (TV)
- 2016 - Rebecka, ett moderskapsporträtt (Kortfilm)

Stockholm 2007.

- Stockholm 2007.2016 - Maria Wern (TV)
- 2015-2018 - Unge lovende (TV)
- 2015 - Rana i moll (Kortfilm)
- 2012/2015 - Dag (Tv)
- 2011- Anno 1790 (TV)
- 2010 - Våra vänners liv (TV)
- 2010 - E18 (Kortfilm)
- 2009 - Beck – I stormens öga
- 2009 - Oskyldigt dömd (TV)
- 2006 - Kunsten å tenke negativt
- 2006 - Exit
- 2006 - Hjerteklipp (Kortfilm)
- 2006 - En liten Tiger (Kortfilm)
- 2005 - Seks som oss (TV)
- 2004 - Min f.d. familj (TV)
- 2002 - Skeppsholmen (TV)
- 2002 - Kontraktet
- 2001 - Pusselbitar (TV)
- 2000 - Labyrinten (TV)
- 1999 - Besatt
- 1998 - Kärlek och hela alltihopa
- 1998 - Dråpslag (TV)
- 1995 - Kristin Lavransdatter

## Teater

### Roller (ej komplett)
| År       | Roll          | Produktion                                               | Regi                   | Teater                    |
| -------- | ------------- | -------------------------------------------------------- | ---------------------- | ------------------------- |
| 1992     |               | Elvira Madigan Georg Malvius, Ture Rangström, Nick Bicât |                        | Malmö stadsteater         |
| 2003     |               | Fritänkaren August Strindberg                            | Richard Turpin         | Strindbergs Intima Teater |
| 2006     | Flera         | sex.våld.blod.äckel Alfian Sa'at                         | Richard Turpin         | Teater Tribunalen         |
| 2011     | Desdemona     | Othello William Shakespeare                              | Dritëro Kasapi         | Riksteatern               |
| 20142015 | Paulina Salas | Døden og Piken                                           | Terje Skonseng Naudeer | Nordland Teater           |
| 2016     | Sally Bowles  | Cabaret                                                  | Birgitte Strid         | Nordland Teater           |
| 2018     | Rita Almers   | Lille Eyolf Henrik Ibsen                                 | Hilda Hellwig          | Nordland Teater           |
| 2019     | Bélise        | Lärda kvinnor Molière                                    | Hilda Hellwig          | Göteborgs stadsteater     |
| 2021     | Inger         | Så som i himmelen                                        | Morten Borgersen       | Nordland Teater           |
| 2022     | Ellida        | Fruen Fra Havet                                          | Jon R. Skulberg        | Nordland Teater           |